# Deme (biologia)
In biologia, un deme è una popolazione locale di organismi della medesima specie che appartengono alla stessa unità riproduttiva (i.e. che si incrociano tra di loro) e che condividono un distinto pool genico. Quando un deme rimane isolato per lungo tempo dalla popolazione di cui fa parte, può divenire una sottospecie o una specie distinta da quella di partenza. 
Il termine deme è principalmente usato in biologia evoluzionistica e spesso utilizzato come sinonimo di popolazione. Un deme biologico è concettualmente connesso ad un meme durante un processo di evoluzione culturale.

## Esempio
Diverse popolazioni di Gorilla possono essere riconosciute attraverso la loro distribuzione geografica e sono state analizzate per determinare eventuali pool genici distinti e/o isolati. L'Orso polare, Ursus maritimus, è noto avere 19 demi identificabili, anche se la loro distribuzione circumpolare permette un certo grado di scambio.